# Cisterne van Theodosius
De Cisterne van Theodosius (Grieks: Κινστέρνα Θεοδοσίου, Turks: Şerefiye Sarnıcı) is een Byzantijnse ondergrondse wateropslagplaats in Istanboel in het district Fatih. De ingang is in de Piyer Loti straat.
De cisterne werd gebouwd in opdracht van de Byzantijnse keizer Theodosius II, tussen 428 en 443 na Christus, om water op te slaan uit het Aquaduct van Valens. Het werd aangelegd om het water van het aquaduct beter te kunnen verdelen over belangrijke gebouwen van de stad. De cisterne is zo'n 45 bij 25 meter groot en wordt gedragen door 32 marmeren kolommen van zo'n 9 meter hoog.